# Hodent
Hodent é uma comuna francesa na região administrativa da Ilha de França, no departamento do Vale do Oise. Estende-se por uma área de 4.37 km². Em 2010 a comuna tinha 213 habitantes (densidade: 48,7 hab./km²).